# ORBITER Space Flight Simulator
ORBITER Space Flight Simulator – darmowy symulator lotów kosmicznych, utworzony przez dra Martina Schweigera. Obecnie jeden z niewielu dostępnych produktów tego typu. Symulator opiera swe działania na mechanice Newtonowskiej. Orbiter posiada grafikę trójwymiarową, a także silnik fizyczny pozwalający na odwzorowanie warunków panujących w przestrzeni kosmicznej. 
Pakiet bazowy Orbitera składa się z Układu Słonecznego i kilku statków kosmicznych. Zasada funkcjonowania symulatora pozwala jednak dodawać wszelkie inne jednostki – strony z dodatkami symulatora zapewniają modele prawie wszystkich jednostek, które kiedykolwiek latały w kosmosie, a często nawet tych, które istniały tylko w projektach. Są również modele, które mają się dopiero pojawić w bliższej lub dalszej przyszłości, albo też całkiem fikcyjne. Dodać można też wielką część ciał Układu Słonecznego lub zupełnie inny układ planetarny, a także wyświetlacze wielofunkcyjne (MFD), które są pomocne przy planowaniu i odbywaniu lotu kosmicznego.
27 lipca 2021 roku dr Schweiger opublikował kod źródłowy symulatora w serwisie GitHub na licencji MIT. Decyzję uzasadnił niemożnością swojego dalszego zaangażowania w projekt i nadzieją kontynuacji pracy przez społeczność.

## Założenia symulatora
Główne założenia Orbitera:
- Ukazanie, co to jest ruch orbitalny i na jakich zasadach się opiera;
- Umożliwienie symulacji rzeczywistych i futurystycznych misji;
- Symulacja dokowania do innego obiektu na orbicie;
- Wytłumaczenie parametrów ruchu orbitalnego;
- Loty międzyplanetarne, w tym wykorzystywanie grawitacji innych ciał niebieskich do przyspieszenia ruchu (proce kosmiczne).

Orbiter jest wizualnym zobrazowaniem fizyki. Aby opanować w doskonałości ten symulator, należy wykazać się zrozumieniem podstawowych zasad dynamiki lotu kosmicznego. W końcowym rozrachunku każdy może robić w nim rzeczy, które najbardziej mu odpowiadają, np. można odbywać historyczne misje statków Wostok, Mercury, Gemini, Sojuz, Apollo, promów kosmicznych, kapsuły załogowej Orion lub też podróżować po układzie słonecznym futurystycznymi pojazdami bądź sondami kosmicznymi.